# Roelroel
De roelroel of roulroul, ook wel gekuifde bospatrijs (Rollulus rouloul, synoniem Rollulus roulroul), is een vogel uit de familie der fazantachtigen.

## Kenmerken
Het mannetje bezit een kastanjebruine, waaiervormige kuif. De bovenzijde van het verenkleed is blauwgrijs, de onderzijde is zwart. De kop en hals zijn blauwzwart. Rond de ogen en aan de snavelbasis bevindt zich een kale ring, waardoor de rode huid zichtbaar is. Het vrouwtje heeft een lichtgroen verenkleed met bruine vleugels en een donkere kop zonder kuif.

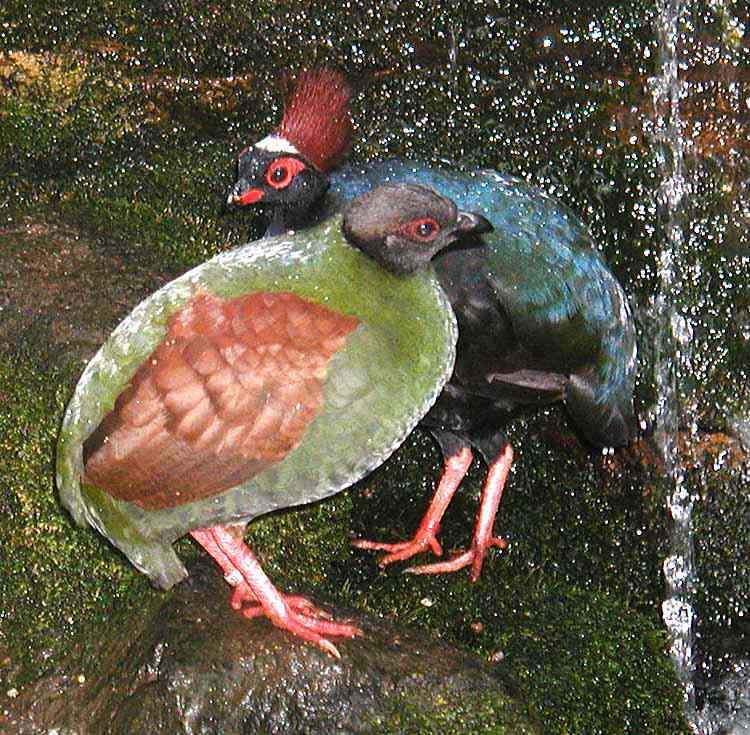
Een paartje roelroel in Bristol Zoo

## Leefwijze
Roelroels leven in kleine groepjes, waarin zich paren vormen die elkaar doorgaans een leven lang trouw blijven. De mannetjes zijn onder meer herkenbaar aan hun kuif, de vrouwtjes missen die. Hij voedt zich onder meer met allerlei zaden, besjes, insecten en wormen, die hij op de grond bij elkaar scharrelt.

## Voortplanting
Roelroels maken een kunstig nest met alleen een opening aan de voorzijde. Roelroels leggen 4 tot 6 eieren, die door het vrouwtje in ongeveer 18 dagen wordt uitgebroed. Hoewel de jongen al vrij snel na de geboorte kunnen lopen, verzamelen de jonge dieren zich de eerste paar weken 's nachts nog in het nest. Beide ouders voeren de jongen snavel-tot-snavel hetgeen zeldzaam is onder galliforme vogels. Volwassen roelroels worden ongeveer 25 centimeter lang.

## Verspreiding en leefgebied
Deze soort komt voor op de eilanden Borneo en Sumatra en het schiereiland Malakka (West-Maleisië, Thailand en Myanmar), waar hij zich in dichtbeboste streken ophoudt.

## Status
De roelroel heeft een groot verspreidingsgebied en daardoor is de kans op de status kwetsbaar (voor uitsterven) betrekkelijk klein, maar niet ondenkbaar. In geschikt leefgebied is de vogel niet zeldzaam. De grootte van de wereldpopulatie is niet gekwantificeerd. Deze bospatrijs gaat in aantal achteruit door de voortdurende ontbossingen en de bosbranden vooral op Borneo en Sumatra gedurende de late jaren 1990. Om deze redenen staat de roelroel als kwetsbaar op de Rode Lijst van de IUCN.